# Organisation du sport en France
L’organisation du sport en France repose sur de nombreux acteurs publics et privés. Au niveau national, l'État joue un rôle de coordination, de contrôle et de soutien notamment à travers le ministère chargé des sports et les établissements publics qui en relèvent, tandis que le Comité national olympique et sportif français représente le mouvement sportif. Toutefois, pour des raisons pratiques, il ne peut se charger lui-même de tout ce qui concerne le sport : la diversité des pratiques, des publics, des intervenants, des sites et des situations rendrait la tâche impossible. Il s'appuie donc sur des structures existantes et, si nécessaire, en suscite la création, comme pour les commissions spéciales.
Au niveau local, les collectivités territoriales et les clubs sportifs accompagnent la vie des sportifs amateurs et professionnels.

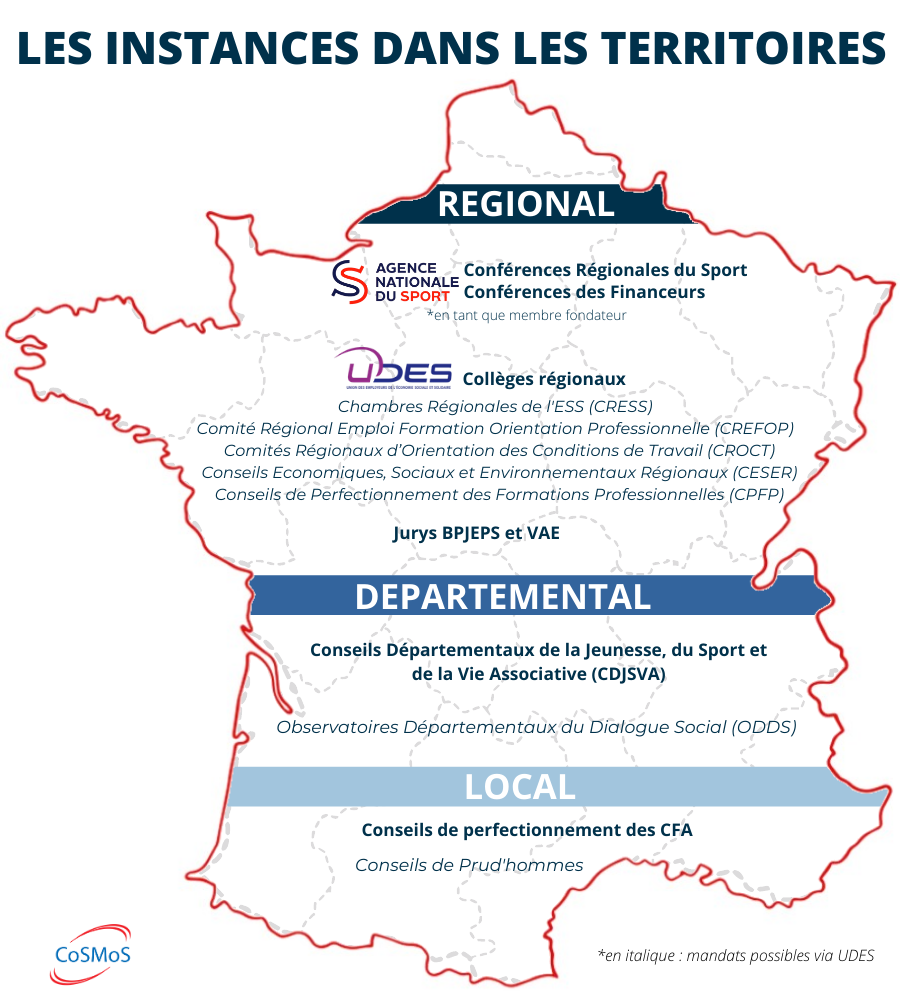
Instances d'organisation sportive dans le territoire.

## Le cadre juridique
Le cadre juridique est fixé par le code du sport, adopté en 2006-2007 et dont la partie législative reprend en grande partie les dispositions de la loi Avice de 1984.

## Les grands principes
Les activités physiques et sportives constituent un élément important de l'éducation, de la culture, de l'intégration et de la vie sociale. Elles contribuent notamment à la lutte contre l'échec scolaire et à la réduction des inégalités sociales et culturelles, ainsi qu'à la santé. La promotion et le développement des activités physiques et sportives pour tous, notamment pour les personnes handicapées, sont d'intérêt public.
Le schéma de services collectifs du sport, conformément à la loi d'orientation pour l'aménagement et le développement du territoire, définit les objectifs de l'État pour :
- développer l'accès aux services, aux équipements, aux espaces, sites et itinéraires relatifs aux pratiques sportives sur l'ensemble du territoire national, en cohérence avec le schéma de services collectifs des espaces naturels et ruraux ;
- favoriser l'intégration sociale des citoyens.

À cette fin, il identifie des territoires d'intervention prioritaire et évalue l'ensemble des moyens nécessaires en prenant en compte l'évolution des pratiques et les besoins en formation.

### Agrément
Le préalable est évidemment de définir qui est représentatif, par exemple d'une pratique sportive. De cette démarche peut découler un agrément, délivré par le ministre chargé des Sports et dont les conditions d'attribution et de retrait sont définies par décret en Conseil d'État. L'obtention de cet agrément est « notamment fondée sur l'existence de dispositions statutaires garantissant le fonctionnement démocratique de l'association, la transparence de sa gestion et l'égal accès des femmes et des hommes à ses instances dirigeantes ». Il en découle entre autres la faculté de l'État à subventionner ladite structure.

### Délégation
Lorsqu'un agrément (communément appelé « agrément jeunesse et sport ») est délivré à un organisme national et fédératif, celui-ci devient une fédération agréée. Les fédérations sportives agréées participent à la mise en œuvre des missions de service public relatives au développement et à la démocratisation des activités physiques et sportives. Il peut alors être décidé de lui accorder une délégation. Dans chaque discipline sportive et pour une durée déterminée, une seule fédération agréée reçoit délégation du ministre chargé des sports. Un décret en Conseil d'État détermine les conditions d'attribution et de retrait de la délégation, après avis du Comité national olympique et sportif français (CNOSF). Cette délégation étant unique pour une discipline sportive donnée, l'organisme susmentionné est alors le seul à pouvoir prendre l'appellation de « Fédération française de … » ou de « Fédération nationale de … ». On ne peut cependant pas parler de délégation de service public, de multiples conditions imposées par la jurisprudence du Conseil d'État n'étant pas satisfaites.

### Bénévolat
L'État français tient particulièrement à associer les notions de sport et de bénévolat concrétisées par les dispositions suivantes :
- seules les fédérations sportives peuvent avoir délégation de mission de service public (pour les questions sportives) ;
- les fédérations sont obligatoirement constituées en associations (art. L131-2 du code du sport) [8] ;
- les fédérations sont obligatoirement dirigées par des instances élues (art. L131-4 du code du sport)[9] ;
- hors des cas prévus par le paragraphe 7.d (organismes d'utilité générale) de l'article 261[10] du code général des impôts (CGI), les dirigeants ne peuvent pas recevoir de rémunération.

Bien entendu, la même démarche et des textes similaires organisent la gestion bénévole du sport, du niveau national à la plus petite association sportive locale. L'existence même de championnats professionnels (entre clubs professionnels ou sociétés sportives) est subordonnée à cette gestion bénévole du sport :
- seule une fédération sportive délégataire peut décider de la création d'une ligue professionnelle (art. L132-1 du code du sport)[11] ;
- le fonctionnement juridique et financier de la ligue est contrôlé par ladite fédération (art. L132-2 du code du sport)[12] ;
- les relations entre ligue professionnelle et fédération sont édictées par décret du Conseil d'État, après avis du CNOSF.

## Les intervenants
L'organisation du sport repose sur de nombreux intervenants, tant publics que privés. Outre le ministère chargé des sports, d'autres ministères interviennent dans ce domaine, tandis que le rôle des collectivités territoriales, notamment dans le financement du sport et la gestion des infrastructures sportives est important.
La convention collective du sport règle, sur l'ensemble du territoire français, les relations entre les employeurs et les salariés des entreprises exerçant leur activité principale dans l'un des domaines suivants :
- organisation, gestion et encadrement d'activités sportives ;
- gestion d'installations et d'équipements sportifs ;
- enseignement, formation aux activités sportives et formation professionnelle aux métiers du sport ;
- promotion et organisation de manifestations sportives.

Partie importante de la société civile, une grande partie du million d'associations recensées en France relève de l'association sportive.
De très nombreux ministères et de plus nombreux services et industries ont une influence non négligeable sur l'organisation du sport en France, on peut identifier quelques acteurs majeurs de celle-ci.

### Ministère des sports
Le ministère des sports (MS) — et plus précisément sa direction des sports — a vocation à organiser le sport français national et international, tant sur le plan civil que scolaire et universitaire. Par ailleurs, il est chargé d'élaborer, de mettre en œuvre et d'évaluer la politique concernant les activités physiques et sportives, tant pour le sport de haut niveau que pour le sport pour tous ou le sport professionnel.
Outre une fonction d'expertise auprès de tous les services de l'État et l'élaboration des textes législatifs et réglementaires, la direction des sports du ministère assure la tutelle de toutes les fédérations sportives.
Pour l’encadrement des pratiques sportives, le ministère des sports  délivre différents diplômes d'État d’enseignant donnant droit à rémunération : certificat de qualification professionnelle (CQP), brevet professionnel de la jeunesse, de l'éducation populaire et du sport (BPJEPS), diplôme d'État de la jeunesse, de l'éducation populaire et du sport (DEJEPS) et diplôme d'État supérieur de la jeunesse, de l'éducation populaire et du sport (DESJEPS). Les fédérations sportives reconnues délivrent, sous leurs responsabilités, les diplômes d’enseignant bénévole de club. Le ministère des sports délivre les cartes professionnelles sur déclaration des enseignants, leurs références sont affichées dans les clubs.
Par ailleurs ayant d'une part la charge de la programmation budgétaire en matière d'équipements sportifs et, d'autre part, l'obligation de veiller au développement des sports de nature, la direction des sports du ministère a une influence non négligeable sur l'aménagement du territoire.
D'autre part, le ministère des sports est un des animateurs fondamentaux de la vie civique et sociale française puisque par son action il organise les loisirs non seulement des 16 millions de licenciés sportifs de France mais aussi d'environ 18 autres millions de pratiquants occasionnels non licenciés.
Enfin, le ministère des sports est un acteur majeur de la vie économique française puisqu'il encadre directement un domaine ayant pesé 27,4 milliards d'euros en 2003.

### Ministères de l'éducation nationale et de l'enseignement supérieur
Le ministère de l'éducation nationale et le ministère de l'enseignement supérieur et de la recherche interviennent dans le sport scolaire et universitaire ainsi que dans la formation d'encadrants.
L'enseignement français inscrit obligatoirement, une leçon d'éducation physique et sportive à ses élèves et étudiants durant leur formation. Ainsi, il est possible à chaque élève et à chaque étudiant de pratiquer une activité physique et sportive durant les heures d'enseignement mais également de pratiquer en dehors de ces heures obligatoires par le biais du sport scolaire représenté localement par l'association sportive. Cette dernière existe aussi bien dans l'enseignement secondaire que dans l'enseignement supérieur, dans l'enseignement privé mais sous des appellations différentes. Des championnats sont organisés tout au long de l'année, calqués sur le même niveau de territoire que ceux des fédérations sportives.
Dans l'enseignement secondaire existent des voies de spécialisation (classes à horaires aménagés) afin de permettre à ses élèves de développer leurs compétences dans une ou plusieurs disciplines pour lesquelles ils auront été recrutés. Ainsi, ces derniers pourront se spécialiser afin de déboucher sur une voie professionnalisante.
Au nombre de quarante-six en France, les unités de formation et de recherche en sciences et techniques des activités physiques et sportives (STAPS) forment les futurs personnels des différentes organisations sportives (privées, publiques et associatives) et dans le secteur de la recherche en matière sportive dans les différentes disciplines associées à ce champ : management, psychologie, économie, physiologie, bio mécanique, etc.

### Ministère des Armées
Le ministère des Armées est à la base de la formation des premiers cadres sportifs en France et fait perdurer ses formations sous le titre de moniteur et moniteur chef d'entraînement physique, militaire et sportif. Ainsi, il forme ses propres cadres aux spécificités de l'entraînement militaire.
En termes d'organisation de compétitions, il associe à chacun de ses régiments une association loi de 1901, animée par ses cadres, organisées en Fédération des clubs de la défense (FCD). Ces associations sont ouvertes aux civils et se regroupent par circonscriptions, régions et au niveau national pour organiser des championnats dans des disciplines aussi bien civiles que militaires.
Le ministère dispose en outre d'un organisme interarmées, le Centre national des sports de la défense (CNSD) composé du commissariat aux sports militaires, de l'école interarmées des sports (EIS) et de l'école militaire d'équitation (EME).
Le commissariat aux sports militaires est responsable de la politique sportive des armées et de la gestion des athlètes de haut niveau. L'EIS est responsable de la formation des moniteurs de sports des armées et l'EME est responsable de la formation des spécialistes des sports équestres.

### Comité national olympique et sportif français

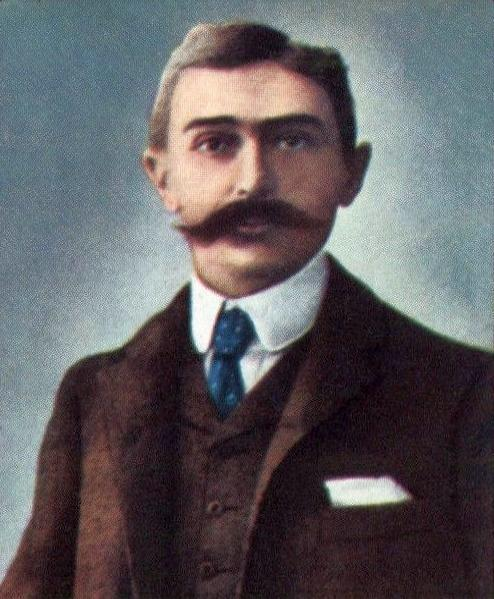
Le baron Pierre de Coubertin (en 1912).

En France, le ministère des sports — qui gère également les associations de jeunesse et la vie associative — a la responsabilité d'encadrer le fonctionnement d'un million d'associations dont environ 300 000 associations sportives qui ont toutes une légitimité démocratique et estiment avoir des besoins en équipements sportifs et en financement, d'où la nécessité de classer ces associations, non sur des critères qualitatifs mais par spécificités :
- associations agréées ou non ;
- associations relevant d'une fédération délégataire ou non ;
- associations relevant de fédérations reconnues par le CNOSF, ce qui est un critère supplémentaire.

Par ailleurs, le CNOSF, est notamment chargé par l'État français de :
- représenter toutes les fédérations sportives et leurs licenciés, ainsi que les sociétés sportives (art. L141-1 du code du sport)[15] ;
- veiller au respect par tous, de la charte de déontologie du sport édictée par l'Association française pour un sport sans violence et pour le fair-play (AFSVFP) en 1991 puis approuvée par le CNOSF en 1995 (art. L141-3 du code du sport)[16] ;
- de créer des missions de conciliation pour tous les conflits au sein du sport, excepté pour les faits de dopage (art. L141-4 du code du sport)[17] ;
- remédier à la carence de délégation de mission de service public pour une discipline donnée, par la mise en place d'une commission spécialisée (art. L131-19 du code du sport)[18].

De fait, le CNOSF s'avère donc être l'interlocuteur privilégié de l'État pour toutes les questions sportives. Par exemple, toute subvention allouée par l'État au titre du sport est soumise à l'avis du CNOSF, qu'il s'agisse d'un petit club local ou d'une fédération nationale et ce, qu'il s'agisse du sport de haut niveau ou du sport « loisir » (dit « sport pour tous »). Lorsqu'il s'agit d'arbitrer un conflit au sein du sport professionnel, c'est encore le CNOSF qui est chargé de la conciliation (ex. : le différend opposant la ligue de football professionnel à l'Olympique lyonnais au sujet du match Lyon-Nantes du 4 août 2006).
Cette place privilégiée dans l'organisation du sport en France, le CNOSF la doit, d'une part à sa position de représentant français de la seule organisation internationale s'occupant du sport en général, le Comité international olympique (CIO) et, d'autre part à sa représentativité et à son mode de fonctionnement clairement démocratique : c'est une association, dont les membres sont les dirigeants des fédérations sportives agréées, au sein de laquelle prévaut le principe d'égalité des sports (un sport = une voix).

### Fédérations sportives
Dans les textes et dans la pratique, les fédérations sportives (agréées) sont chargées de l'organisation matérielle d'une ou de plusieurs disciplines sportives. C'est parce qu'elles sont démocratiques qu'elles sont agréées, parce qu'elles sont sportives qu'elles peuvent organiser des compétitions et parce qu'elles sont représentatives (entre autres) qu'elles sont délégataires de missions de service public : l'État français leur concède donc à elles et à elles seules la possibilité de constituer une « équipe de France » et de délivrer, au nom de l'État, le titre de « champion de France » pour chaque discipline sportive. C'est depuis 1945 que l'État délègue aux fédérations le pouvoir d'organiser et de promouvoir chacune de leurs disciplines sportives respectives, dans le cadre de conventions d'objectifs pluriannuelles.
Les fédérations sportives françaises ont à gérer 16 millions de licenciés dont la moitié pratique une des disciplines olympiques. C'est dans le cadre de ces « conventions d'objectifs pluriannuelles » que l'État intervient pour mettre à disposition des fédérations concernées les moyens nécessaires à la préparation et à la participation aux Jeux olympiques.
Outre la préparation des sportifs de très haut niveau en vue de leur participation à une Équipe de France lors de futurs Jeux olympiques, toutes les fédérations sportives agréées délégataires sont chargées d'un certain nombre de missions qui leur sont confiées par l'État. Toutes les fédérations, même celles n'ayant aucune discipline aux Jeux olympiques, doivent :
- assurer la promotion et la démocratisation du sport ;
- assurer la promotion de leur(s) discipline(s) sportive(s) ;
- délivrer les titres correspondant aux compétitions organisées aux échelons nationaux, régionaux et départementaux ;
- veiller à la formation des sportifs mais aussi à celle des entraîneurs, juges et arbitres ;
- veiller à la bonne application des directives du ministère des sports ;
- prendre en compte les suggestions de développement émises par le CNOSF ;
- respecter et faire respecter la charte de déontologie du sport établie par le CNOSF ;
- etc.

### Bénévoles
Deux millions de Français se consacrent bénévolement au développement du sport, sur les 13 millions de bénévoles recensés en France par le ministère des sports. Ce sont eux :
- qui accompagnent les poussins lors de leurs premières compétitions ;
- qui se chargent des formations de base au sein des clubs sportifs ;
- qui accompagnent les athlètes du handisport ou du sport adapté ;
- qui gèrent les associations sportives locales, les ligues sportives régionales, les fédérations sportives françaises, le CNOSF et toutes les structures annexes vouées au développement du sport en France.

Ils assurent toutes ces fonctions en prenant sur leur temps (224 heures par an et par fonction, en moyenne). Selon le ministère des sports beaucoup de dirigeants cumulent plusieurs fonctions, pour une moyenne de 3 800 heures de bénévolat par association sportive. Les bénévoles impliquent également leur vie de famille, leur argent (pratiquement tout le temps), sans y être aucunement obligés et tout en sachant parfaitement qu'ils courent tous les plus grands risques juridiques par absence de statut légal (la responsabilité juridique des dirigeants est un débat récurrent au sein de toutes les instances du sport).

## Les grandes orientations
Logiquement, l'organisation du sport en France ne peut que s'inscrire dans la durée et ne peut avoir d'efficacité sans une stratégie de long terme, appuyée sur la volonté affichée par l'État de développer toutes les formes d'activités sportives, notamment les sports de nature. Se pose alors la question de l'accessibilité du sport à tous les publics, sans exclusive. D'où des directives et des moyens particuliers affectés par le ministère de la jeunesse et des sports en direction de certains publics, pour éviter la sous-représentation (voire l'exclusion) du domaine sportif de telle ou telle catégorie de Français.
Par ailleurs, au vu des contraintes inhérentes au statut associatif des clubs sportifs et des fédérations, une attention toute particulière est portée à la formation des bénévoles.

### Formation des bénévoles
La Direction de la vie associative de l’emploi et des formations (DVAEF) est chargée, au sein du ministère de la jeunesse et des sports, d'évaluer les besoins en formation et les possibilités d'emploi, dans le mouvement associatif en général et sportif en particulier. Entrent donc dans le cadre de ses orientations, ainsi que dans celles du CNOSF, la formation des 2 millions de bénévoles qui encadrent les associations sportives. Cela se traduit notamment, par de nombreuses réunions d'information organisées par les fonctionnaires du ministère en dehors des heures normales du travail salarié et par un effort particulier quant à l'aide au financement de formations techniques spécifiques (par exemple, en comptabilité, en droit associatif, etc.).
Mis en place à la suite des États généraux du sport en 2002, les centres de ressources et d'information des bénévoles (CRIB) sont un label marquant le prolongement de cette volonté de former, d'informer et d'accompagner les dirigeants bénévoles.

### Sport au féminin
En dehors d'un aspect purement légaliste, il semble évident que l'État, ses ministères, ses organes déconcentrés et délégataires et, plus généralement, l'ensemble de la société, fassent tout leur possible pour favoriser l'égal accès des femmes et des hommes à l'activité sportive. Ainsi, des études fréquentes et des moyens d'information et financiers sont affectés à une politique volontariste menée sur le sujet par le ministère de la jeunesse et des sports. Cette politique est la conséquence d'un constat : si seulement 9 % des femmes pratiquaient un sport en 1968, elles sont 48 % au début du XXIe siècle, mais les ⅔ des licenciés français sont encore masculins, que ce soit dans la pratique de loisir ou dans le sport de haut niveau. Par ailleurs, le sport ne peut parfois plus jouer son rôle social et intégrateur puisque l'on constate une érosion constante de la pratique sportive chez les jeunes filles issues des zones d’éducation prioritaire (ZEP). Enfin, force est de constater que femmes et hommes n'ont pas les mêmes possibilités d'accès aux responsabilités d'encadrement (6 % de femmes parmi les présidents de fédérations) et d'accès à l'emploi (15 % de femmes parmi les titulaires du Brevet d'État d'éducateur sportif (BEES)).
La France ayant présidé de 2002 à 2004 le réseau européen « Femmes et sports », il a été décidé de travailler à la parité autour des recommandations émises par le « Rapport femmes et sports ». Ainsi, dans le cadre des conventions d'objectifs établies avec les fédérations sportives, 900 mille euros ont été attribuées en 2004 au titre d'actions liées aux recommandations émises par le rapport. En outre, la part du Fonds national de développement du sport (FNDS) régional, allouée à la formation spécifique des dirigeantes, arbitres et entraîneurs-femmes ainsi qu'à la promotion du sport féminin, est passée de 1,2 million en 2003 à 3 millions d'euros en 2004.
Par ailleurs, l’« Objectif 10 » de l'Agenda 21 du sport français se fixe pour objectif de promouvoir l’accès des femmes à la pratique sportive et aux postes de responsabilités et de :
- conférer aux sportives et aux manifestations auxquelles elles participent une reconnaissance équivalente à celle des sportifs et des épreuves ouvertes aux hommes ;
- adopter une approche méthodologique de l’entraînement et de la compétition respectueuse de la spécificité féminine ;
- mettre en œuvre, auprès des dirigeants et cadres techniques, des programmes d’actions pour lever les freins culturels et matériels qui limitent la participation des femmes aux activités sportives et leur accès aux postes de responsabilité ;
- créer dans les instances fédérales et olympiques des « commissions femmes et sport » chargées d’inciter la participation des femmes aux instances dirigeantes.

Le pôle ressources « sport, éducation, mixités, citoyenneté », mis en place en 2009 par le ministère chargé des sports, doit aider à atteindre ces objectifs. Cet outil de mutualisation, de conseil et d'expertise est chargé de :
- recueillir, organiser et analyser les données relatives au sport féminin et à la pratique intergénérationnelle ;
- valoriser par tous les moyens les pratiques exemplaires ou innovantes ;
- former les acteurs du sport pour une meilleure prise en compte des publics concernés ;
- soutenir les acteurs et plus particulièrement les clubs et les fédérations dans leurs projets, les collectivités locales dans leurs politiques.

### Sport et handicap
Déclaré d'intérêt général dans le premier article du code du sport, le développement du sport auprès des handicapés montre bien la volonté du législateur et de l'État français de faire le plus possible pour promouvoir le sport comme moyen d'intégration. « Favoriser la pratique sportive des personnes handicapées » est d'ailleurs l'Objectif 9 de l'Agenda 21 du sport français et ce « au même titre que les athlètes valides ». Les moyens à mettre en œuvre sont notamment : le développement des fédérations, la formation de l'encadrement, l'adaptation des matériels et des équipements sportifs ainsi qu'une information spécifique auprès des handicapés, portant sur les dispositifs existants et les bienfaits de la pratique sportive.
En 2003 (« année européenne du handicap »), la création, par le ministère chargé des sports, du « Pôle ressources national sport et handicaps » est une avancée significative pour la cause de l'accessibilité au sport des personnes handicapées, tant sur le plan de l'adaptation des équipements sportifs que sur celui de l'intégration et du devoir de solidarité.

### Jeunesse et sport
En France, la politique du sport en direction de la jeunesse relève de la responsabilité du ministère des sports et va de l'organisation des centres de loisirs au sport de haut niveau. Cette politique à l'endroit des jeunes passe tant par l'information — avec par exemple le réseau information jeunesse — que par la participation avec le Conseil national de la jeunesse et par le sport scolaire et universitaire.
Outre les motivations évidentes relevant purement de l'éducation et de la santé, l'ensemble des acteurs du mouvement sportif accorde une place prépondérante à la politique du sport en direction des jeunes à cause de ses fonctions sociales, civiques et intégratrices. Cet intérêt se caractérise par un ensemble de moyens, tant d'études (d'observation) que pratiques, visant à favoriser d'une part l'information des jeunes et de ceux qui les éduquent (famille, enseignants, éducateurs, entraîneurs sportifs) et d'autre part à permettre aux jeunes de s’approprier les valeurs du sport, parmi lesquelles le partage de la vie collective, l’apprentissage et le respect de la règle, le sens de la responsabilité.

### Intégration
À la suite des « États généraux du sport » le ministère des sports et le CNOSF ont décidé, dès le début 2003, de mettre en œuvre des moyens techniques, financiers et humains, pour valoriser l'aspect éducatif et la fonction sociale du sport, auprès des publics dits « en difficultés ». Ainsi, l'ensemble des conseillers techniques sportifs se voit notamment chargé de mettre en place des actions de promotion du sport auprès des publics concernés et, parallèlement au développement des sports de nature, de veiller à promouvoir la notion d'écocitoyenneté. L'ensemble de cette politique s'est vu affecter en 2004 un budget de 8 millions d'euros.
Par ailleurs, les centres de ressources, d'expertise et de performance sportives (CREPS), les fédérations sportives, le CNOSF, les commissions d'arbitrage et les conseillers techniques sportifs se voient enjoints de travailler, conjointement avec les commissions préfectorales, à développer des solutions idoines visant à lutter contre les incivilités et la violence, ainsi qu'au développement de la fonction d'intégration des activités sportives.
Créé en 1996 par le ministère des sports et le CNOSF, le plan « Sport emploi » a notamment vocation à être le pendant de la partie emploi des conventions d'objectifs signées entre l'État et les fédérations sportives. Il s'agit entre autres d'un dispositif d'aides à l'emploi pour le reclassement des sportifs et le recrutement de personnel tant d'animation qu'administratif au sein des fédérations. Dans le même esprit, les associations labellisées « profession sport » permettent de mettre à disposition des fédérations sportives et de leurs organes décentralisés des sportifs reconnus, diplômés et rémunérés.

### Santé, dopage et incivilités
Sous l'égide de la Fondation de France, le CNOSF a créé en partenariat avec le ministère des sports, la « Fondation sport santé » pour mettre à disposition de l'État et du mouvement sportif, d'une part des outils d'information et de prévention à destination des scolaires, des sportifs et de leur encadrement et d'autre part, un dispositif législatif et répressif visant à préserver la santé et l'exemplarité du sportif.
De son côté, la commission médicale du CNOSF s'est donné pour tâche d'établir les règles de la bonne conduite sportive, règles qui relèvent tant de l'hygiène de vie que de l'encadrement médical de la pratique sportive. En découlent des missions de collaboration internationale avec le Comité international olympique (CIO) et l'Organisation mondiale de la santé (OMS), d'information auprès des publics concernés (fédérations sportives, sportifs, médecine du sport) et de propositions à l'endroit des instances internationales (agence mondiale antidopage, Union européenne et Conseil de l'Europe notamment) et du législateur français sur les questions de lutte contre le dopage par le biais de la mission interministérielle de lutte contre les drogues et les conduites addictives.
L'Agence française de lutte contre le dopage (AFLD) — qui a remplacé le laboratoire national de dépistage du dopage en 2006 — est chargée des sanctions disciplinaires pour faits de dopage (seuls exclus par la loi du champ d'intervention du CNOSF) et de la recherche sur les substances et les méthodes d'analyse. Le renforcement des sanctions pénales (jusqu’à 7 ans d'emprisonnement et 152 000 € d'amende) ainsi que la fréquence et l'organisation des contrôles sont des éléments de l'arsenal répressif. Par ailleurs, des moyens financiers importants (25 M € en 2003) en constante augmentation (+300 % entre 2002 et 2003) sont affectés par le ministère des sports à la prévention du dopage et aux actions vers les sportifs, notamment par la création d'un réseau de médecins-conseils auprès des directions régionales et départementales de la jeunesse et des sports.

« La lutte contre les incivilités et la violence dans le sport est l’affaire de tous : spectateurs, joueurs et pratiquants, arbitres, éducateurs et dirigeants, parents. C’est dans le comportement de chacune et de chacun que se trouve la voie du refus de la violence dans le sport, ainsi que la transmission des valeurs éducatives que constitue le respect du jeu et de l’adversaire. Ne laissons pas les actes d’incivilités dénaturer l’image du sport en France. »

— Jean-François Lamour, 2003
Constatant que le sport n'échappe pas aux évolutions de la Société, le ministère des sports et le CNOSF entendent lutter contre les incivilités en favorisant d'une part les actions de préventions et, d'autre part, en faisant évoluer le cadre juridique, la formation et la protection des arbitres. Ainsi, par exemple :
- des accords ont été signés avec la Ligue internationale contre le racisme et l'antisémitisme (LICRA) et la « Fédération des associations de supporteurs du football français » ;
- l'Union nationale du sport scolaire (UNSS) a été chargée d'intégrer dans les associations sportives scolaires une formation aux fonctions d'arbitre ;
- une « Journée nationale de l’arbitrage » a été créée.

### Aménagement du territoire et développement durable
« Depuis plus de 20 ans l’organisation administrative de la France a évolué. L’environnement social et économique du sport également. Comme une réponse à la mondialisation, la France redécouvre ses territoires, leur donne des pouvoirs, des moyens. Au moment où les territoires deviennent de nouveaux lieux d’initiatives comment peuvent-ils aussi être des territoires d’initiatives sportives? Comment dynamiques fédérales et dynamiques territoriales peuvent-elles se conjuguer au service des besoins de la population française ? »

— Henri Sérandour
Par delà la question des équipements sportifs se pose celle des territoires sportifs. Ceci est dû à un constat : depuis la seconde guerre mondiale, le nombre de Français pratiquant une activité sportive n'a cessé de croître pour atteindre les 34 millions. Mais dont seulement 16 millions sont licenciés d'une fédération. Par ailleurs, on assiste aujourd'hui à une stagnation, voire une régression, du nombre de licenciés pratiquant la compétition. L'urbanisation de la France ainsi que l'évolution de la société et des comportements, attirent de plus en plus de Français vers des pratiques sportives non compétitives (dites « de loisirs », par exemple : pratiques dites « du 3e âge », aquagym, etc.) et surtout vers les sports de nature tels que définis à l'article L311-1 du code du sport. Ce constat place les clubs sportifs face à une double contrainte : ils ont d'une part vocation à regrouper, encadrer, former… tous les pratiquants, et d'autre part à appliquer une politique par définition sportive et fédérale, et ce alors que de plus en plus nombreux sont les Français qui pratiquent une activité sportive sans être licenciés et même sans appartenir à une association. Par ailleurs, le nombre même de ces pratiquants et la diversité de leurs activités, obligent l'État à encadrer ces pratiquants, malgré eux, ne serait-ce que pour des considérations réglementaires, environnementales, de sécurité, touristiques, etc. D'autre part, la rapide extension des nombres de disciplines et de pratiquants des sports de nature, c’est-à-dire ne s'effectuant ni en gymnase ni en stade, remet constamment en question la définition même d'équipement sportif. Si la définition légale, les conditions d'utilisation, les clauses de sécurité des gymnases, stades et salles de sport, sont très définies, leurs implantation, financements et entretien s'éparpillent entre conseils régionaux, conseils généraux, communes et toutes les structures relevant de l'intercommunalité. De fait, l'État a dû constater lors des États généraux du sport en 2002, qu'il n'avait absolument aucune donnée sur l'implantation, l'organisation, la fréquentation, ni même le nombre, d'équipements sportifs type gymnases, stades, salles de sport et encore moins, si l'on peut dire, en ce qui concerne la pratique du base jump, du roller, de la course d'orientation, de la joute nautique, du snowkite, des mushers, des moucheurs, de la doma vaquera, du joko garbi, etc. Le recensement des équipements sportifs, espaces et sites de pratique initié à la suite du rapport sénatorial d'octobre 2003, est le préalable obligatoire à un diagnostic partagé permettant l'évolution de la réglementation et le croisement des informations (socio-démographiques, touristiques, etc.) pour s'adapter aux nouvelles situations, en privilégiant le principe de subsidiarité.
Considérant donc que pratique sportive et aménagement du territoire sont des notions intimement liées (art. L111-2 du code du sport), est donc mis en place dans chaque subdivision administrative concernée un plan départemental des espaces, sites et itinéraires relatifs aux sports de nature, etc. :

« Le département favorise le développement maîtrisé des sports de nature. À cette fin, il élabore un plan départemental des espaces, sites et itinéraires relatifs aux sports de nature. Ce plan inclut le plan départemental des itinéraires de promenade et de randonnée prévu à l'article L361-1 du code de l'environnement. Il est mis en œuvre dans les conditions prévues à l'article L130-5 du code de l'urbanisme et de l'article L311-3 du code du sport. »

Parallèlement à la démarche de l'État, le CNOSF conscient des dérives possibles liées au poids important du sport sur l'économie de la France et de son rôle social et intégrateur, a souhaité mettre les concepts fondamentaux du développement durable (protection de l’environnement et développement économique et social) au cœur de toutes ses actions. Le CNOSF a donc été le premier comité olympique national à suivre les recommandations du CIO en adoptant, en décembre 2003, l'Agenda 21 du sport français, traduction sportive et française de l'Agenda 21 proposé lors du sommet de Rio.

## Sport et décentralisation
La notion de sport est non seulement une question de pratique individuelle mais relève aussi du choix de vie de chacun. La question de l'organisation du sport relève évidemment de choix politiques de la nation. La relation entre les deux, au même titre que l'organisation de la citoyenneté, ne peut donc qu'être compliquée voire conflictuelle.

## Financement du sport

### État français
Les structures étatiques chargées du sport se sont mises en place progressivement au cours du XXe siècle en deux phases progressives : la première jusqu'à la Seconde Guerre mondiale, la deuxième de la Libération au début du XXIe siècle. Ceci résulte d'un double objectif : mettre les interlocuteurs/correspondants face à l'État et favoriser le contrôle du mouvement sportif par l'État.

### Fonds national pour le développement du sport
Le fonds national pour le développement du sport (FNDS) est un compte spécial du trésor public qui a été clos au 31 décembre 2005 par la loi de finances pour 2006. Le centre national pour le développement du sport (CNDS) a pris sa suite. Ce dernier est supprimé en avril 2019 et intégré dans l'Agence nationale du sport, créée parallèlement.